# Collegio Ludovicianum
Il Collegio Ludovicianum è un collegio dell'Università Cattolica del Sacro Cuore di Milano.

## Storia
Il Collegio Ludovicianum nasce nel 1934 unitamente al Collegio Augustinianum per volere di Agostino Gemelli e deve il suo nome a Ludovico Necchi, figura centrale nella storia dell'Università Cattolica del Sacro Cuore, co-fondatore della stessa insieme a Padre Agostino Gemelli. Entrambi i Collegi erano situati nello stesso edificio in via Necchi 5, dove ancora oggi sono visibili le due targhe. Il Collegio Ludovicianum si caratterizza per essere un luogo di accoglienza per alcuni tra i più meritevoli studenti dell'Università Cattolica. Il Collegio Ludovicianum, inizialmente, accoglieva studenti-sacerdoti con l'obiettivo di garantire loro una preparazione accademica, nel rispetto della vita sacerdotale. 
Negli anni '60, il Collegio subirà un decremento di iscrizioni e ciò porterà alla sua chiusura nel 1970, su decisione della Giunta Direttiva e in accordo con l'autorità ecclesiastica. Nel 1992, circa vent'anni dopo la sua chiusura, il Collegio Ludovicianum riaprirà in Via Osimo 10, nella stessa struttura che fino all'anno prima era la sede del Collegio Augustinianum. Il "nuovo" Ludovicianum si caratterizza per il fatto che accoglierà fin da subito oltre 100 studenti laici, sotto la direzione del dott. Gianmario Ferraris.
Nel 2001 si ha la cosiddetta "terza nascita", dopo quelle già descritte del 1921 e del 1992, poiché il Collegio viene trasferito nella nuova sede di via San Vittore 35, un edificio completamente ristrutturato, situato nelle vicinanze della Basilica di Sant'Ambrogio in pieno centro storico della città di Milano. Il Collegio verrà inaugurato il 4 febbraio 2002, alla presenza del Ministro dell'Istruzione, dell'Università e della Ricerca, On. Letizia Moratti e del Rettore dell'Università Cattolica Sergio Zaninelli. L'incarico di Direttore verrà affidato al dott. Matteo Luigi Bellati.
Nel 2023, a causa dei lavori di ristrutturazione nella sede di San Vittore, il Collegio Ludovicianum viene trasferito temporaneamente in Piazza Michelangelo Buonarroti 30, nella stessa struttura in cui alloggiano gli studenti della "Residenza Buonarroti". I Direttori per l'a.a 2023-2024 saranno il dott. Gaetano Manara e, dal secondo semestre, il dott. Piergiuseppe Capriotti.
Il direttore, su nomina del Rettore, appartiene all'ambiente universitario (ambito accademico o amministrativo). L'assistente spirituale è un sacerdote appartenente al Centro Pastorale.
La gestione logistica del Collegio Ludovicianum è esercitata direttamente dall'Università Cattolica attraverso EDUCatt, la fondazione dell'Università Cattolica che ha lo scopo di promuovere il diritto allo studio secondo le normative nazionali e regionali. Gli studenti all'interno del Collegio devono dedicarsi sia alla propria carriera accademica che alla vita comunitaria. Infatti, il Collegio offre varie attività e progetti che possono essere svolti durante l'anno.   
Ad oggi gli studenti iscritti al Collegio Ludovicianum sono circa 60, con la prospettiva di incrementare significativamente questo numero con la riapertura della sede di San Vittore.  

Note  
1. ↑   Il Collegio Ludovicianum: i primi novant'anni di storia.
2. ↑  Centro Pastorale dell'Università Cattolica
3. ↑  Ente per il diritto allo studio universitario